# L'Ennemi du peuple
L'Ennemi du peuple est un journal anarchiste ou libertaire créé et dirigé par Émile Janvion, et dont le nom fut inspiré à l'écrivain Georges Darien d'une pièce de théâtre d'Ibsen.

## Historique et contexte
Le journal était un bimensuel qui parut du 1er août 1903 au 1er octobre 1904, sauf pour les numéros 2, 16 et 18. L'Ennemi du peuple mit fin à sa publication après 28 numéros.
Ces publications s'inscrivent dans le contexte de la Troisième République. Émile Loubet est Président de la République et Émile Combes est Président du Conseil. La Commune de Paris, les lois scélérates et les attentats anarchistes sont loin. La bande à Bonnot va éclore en ce début de siècle. Et les tensions sociales et leurs manifestations politiques sont encore vives. L'anarchisme et les émeutes ouvrières ne seront définitivement vaincus qu'avec le massacre d'une génération en 1914-1918. Il aura fallu 40 ans et une nouvelle guerre contre l'Allemagne pour anéantir l'esprit de la Commune comme oriflamme d'une contestation politique (contestation « remplacée » à partir des années 1920, et jusqu'aux années 1970 par l'étendard du communisme et de la lutte des classes).
Mais les années qui précèdent le début du XXe siècle ne sont pas de tout repos pour le gouvernement et la société. Ainsi, en 1882, on a un premier attentat à Lyon, en 1883, c'est un attentat manqué contre Jules Ferry, en 1886, un attentat à la Bourse de Paris, toujours contre les symboles et acteurs de la finance spéculative, en 1892, deux attentats de Ravachol, puis en 1893, un attentat fomenté par Auguste Vaillant au Palais Bourbon, en 1894, une bombe d'Émile Henry dans un restaurant parisien, en 1894, l'assassinat de Sadi Carnot par Caserio.
La Troisième République, et surtout les années entre le massacre de la Commune et celui de la Première Guerre mondiale sont avant tout des années de violence entourées de parenthèses d'extrême violence, tant physique que verbale. La violence verbale de Georges Darien dans ce pamphlet est donc à replacer dans ce contexte.